# 第三会
第三会（だいさんかい、ラテン語: tertius ordo）は、カトリック信者の団体のひとつで、盛式修道会の指導のもと、在俗にありながらキリスト教的な完徳に達するために努力する者の会をいう。第三会の会員は修道誓願と共同生活を行わないために修道会員ではないが、完徳の追求という点では一般の信徒とも異なる。
修道誓願を立てる第三会もあり、律修第三会(tertius ordo regularis)と称する。
第三会は中世の在俗の説教者であるヴァルド派などが教会から見て異端に傾く傾向に対して、在俗にありながら修道会の指導を受ける団体として13世紀に出現した。
代表的なものにフランシスコ会第三会がある。フランシスコ会では男子修道会を第一会、女子修道会を第二会とし、さらに在俗信徒による第三会を置いた。フランシスコ第三会は1221年に認可された。第三会の会員は修道誓願がないために結婚はできるが、フランシスコ会の精神にのっとった規則に従う必要がある。フランシスコ会第三会は第三会のうち最古というわけではないが、もっとも有名でかつ影響力の高いものである。
15世紀以降、フランシスコ会にならって各修道会に第三会の性格をもつ団体を設立する権利が認められた。現在アウグスチノ会、ドミニコ会、マリアのしもべ会、カルメル会、ミニミ会、三位一体修道会、プレモントレ会、ベネディクト会などに第三会がある。この他に、サレジオ会にもサレジアニ・コオペラトーリという第三会が存在する。
1983年の教会法では、信心会などとともに「キリスト信者の会」の中に一括されている。